# Meteorologija u 1916.
◄◄ | ◄ | 1913. | 1914. | 1915. | 1916.  | 1917. | 1918. | 1919. | ► | ►►
Arhitektura • Astronomija • Biologija • Film • Fotografija • Glazba • Kazalište • Kemija • Kiparstvo • Knjige • Književnost • Kršćanstvo • Meteorologija • Medicina • Planinarstvo • Politika • Pravo • Promet • Slikarstvo • Strip • Šport • Televizija • Znanost • Zrakoplovstvo • Željeznički promet
Meteorologija u 1916.

## Hrvatska i u Hrvata

### Smrti
- Ambroz Haračić, hrvatski prirodoslovac, meteorolog i botaničar (* 1855.)

## Vanjske poveznice
|  | Zajednički poslužitelj ima još gradiva o temi Vrijeme u 1916. |